# BETC
BETC est une agence de publicité française fondée à Paris en 1995. Le nom de la société vient des initiales de Rémi Babinet, Mercedes Erra et Éric Tong Cuong, les membres fondateurs.
L'agence conçoit notamment des campagnes pour des clients comme Air France, Évian, Lacoste et Canal+.

## Histoire
Rémi Babinet et Éric Tong Cuong fondent l'agence Babinet Tong Cuong en 1994. Elle fait partie du groupe de sociétés Havas Worldwide (anciennement Euro RSCG Worldwide). En 1995, ils sont rejoints par Mercedes Erra et l'agence est rebaptisée Babinet Erra Tong Cuong Euro RSCG. En 2002, Éric Tong Cuong quitte l'entreprise et en juillet 2005, Babinet et Erra sont nommés directeurs généraux d'Havas en plus de leurs responsabilités au sein de BETC. En 2007, Stéphane Xiberras, qui rejoint BETC en tant que directeur créatif en 1999, est invité à les rejoindre en tant que président et directeur créatif de BETC.
BETC compte environ 900 personnes.
Le siège social de l'entreprise est situé à Pantin depuis 2016. Auparavant, ses locaux étaient situés dans un bâtiment industriel qui abritait autrefois un grand magasin « Aux Classes Laborieuses » du Faubourg-Saint-Martin à Paris.
L'agence gère plus de 70 clients, dont 70 % ont des activités hors de France. En novembre 2012, BETC est nommée agence de communication mondiale pour la marque de luxe Louis Vuitton.

## Récompenses
- 2012 : Grand Prix Lion du Film Craft pour Canal+ « L'Ours »[5]
- 2012 : Agence de l'année, Club des directeurs artistiques de New York[6]
- 2019 : Agence internationale de l'année, Adweek[7]
- 2020 : Grand Prix Lion du Film pour Lacoste « Crocodile Inside »[8]